# Lapita

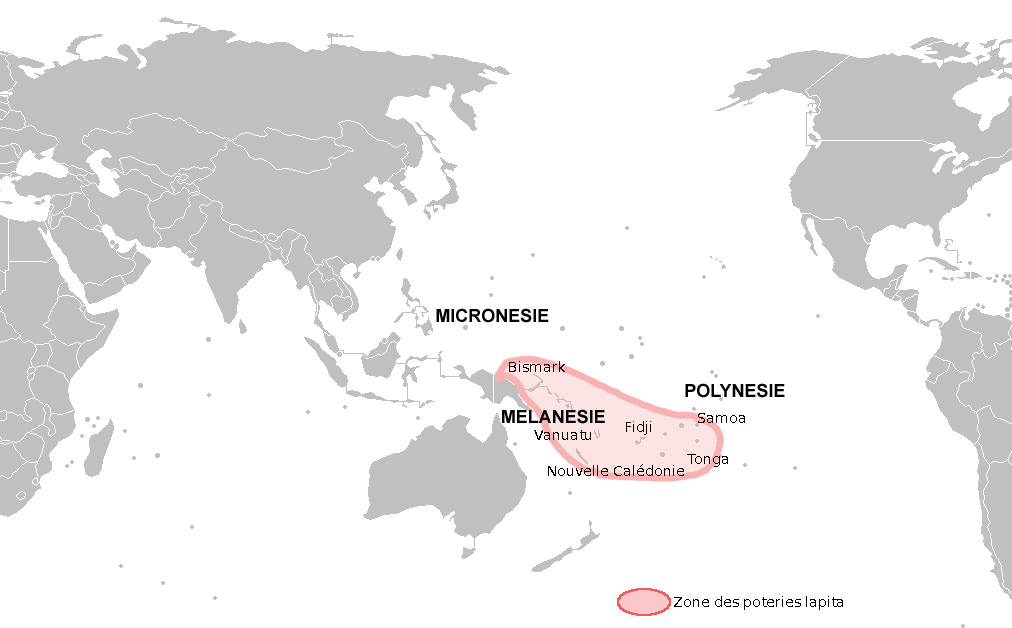
Carta delle zone di diffusione della cultura lapita

La civiltà di Lapita è una civiltà originale, soprattutto per le decorazioni su terracotta, che sembra essere apparsa sulle isole Bismarck, a nord-est della Nuova Guinea.

## Storia
È associata alle popolazioni austronesiane che avevano colonizzato l'Oceania lontana partendo dalla cosiddetta Oceania vicina, e che parlavano lingue del gruppo oceanico. La datazione col carbonio 14 rivela che i più antichi siti Lapita risalgono a circa 3500 anni fa (1500 a.C.). Finora sono stati scoperti parecchie centinaia di siti archeologici lapita in un'area che va dalla Nuova Guinea. Tracce d'abitazione su palafitte sono state scoperte sul sito di Talepakemalai sulle isole Mussau, a Nenumbo sulle isole Salomone e a Bourewa sulle isole Figi.

### Lapita antica
Dal 1350 al 1000 a.C. prime comparse di terrecotte decorate nel Pacifico. Dal 1200 a.C. le popolazioni Lapita escono dalle Bismarck e, verso il 1100 a.C. , hanno già raggiunto tutte le isole fino alle Samoa. 

### Lapita recente
Dal 1000 al 750 a.C. circa i differenti gruppi lapita stanziati nelle varie isole continuano la loro evoluzione in relativa autonomia, conservando i contatti anche sulle lunghe distanze.

## Tecnologia
- I coloni lapita fabbricano terracotta incisa con inclusioni rosse, utilizzando utensili d'ossidiana provenienti dai vulcani melanesiani, e un gran numero di ornamenti ed utensili ricavati dalle conchiglie (ami, braccialetti ecc.). Impiegano asce di pietra e coltivano tuberi (igname, taro), frutta (noci di cocco, artocarpe, banane). Allevano maiali e faraone, forse anche cani, e sono dei buoni navigatori (piroghe, catamarani).

- Le decorazioni delle ceramiche lapita sono estremamente ricche e varie. I disegni sono geometrici (impressi a punti), ma spesso vengono rappresentati anche volti umani, a volte vi vengono applicati piccoli modelli in argilla (teste umane, uccelli ed altri animali, quali il coccodrillo, il cane e il maiale). Raramente, alcune decorazioni, mostrano tracce di pittura.

- Ricerche recenti sulle decorazioni mostrano che esse rappresentavano, probabilmente, l'universo visto attraverso i loro occhi: il mondo "dell'alto", quello degli dei o degli antenati divinizzati; al centro il mondo dei viventi e "mondo del basso", quello dei morti. Gli astri (sole, luna…) sembrano rivestire un'importanza particolare nelle credenze di questi navigatori. Certi marchi decorati caratteristici permettono di determinare quale famiglia o clan abbia realizzato la terracotta. Questo permette di rintracciare esattamente il percorso della colonizzazione di questa parte del Pacifico tra 3300 e 2800 anni fa.

- Caratteristici sono i kapkap, ossia pettorali ornamentali di conchiglia con intarsi di tartaruga.[1] L'estensione geografica eccezionale dei lapita (circa 4500 km) ed il loro ruolo primario nello sviluppo delle culture oceaniche posteriori (polinesiani, melanesiani) rappresentano una testimonianza archeologica incomparabile su una migrazione preistorica per via marittima.

## Principali siti Lapita

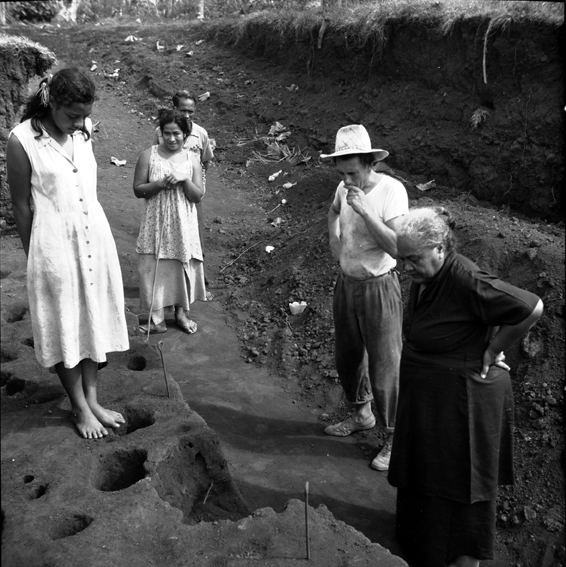
L'archeologo Jack Golson durante gli scavi a Vailele riceve la visita di una famiglia Samoana, 1957.

### Arcipelago di Bismarck (Papua-Nuova Guinea)
I siti più antichi sono quelli di Talepakemalai (la datazione più antica, messa in discussione da alcuni ricercatori. risale al 1500 a.C.) e di Kamgot (circa 1300 a.C.).
Numerosi siti sono conosciuti e risalgono, per la maggior parte, all'inizio del periodo detto Lapita. A quel periodo risalgono le prime vestigia dopo l'eruzione del monte Witori (WK-2) che ebbe luogo verso il 1400-1500 a.C. Questa viene considerata una delle più grandi eruzioni degli ultimi 10000 anni.
- Mussau (Nord)= Talepakemalai
- Nuova Britannia = zona delle isole Arawe, distretto di Kandrian, zona di Kimbe, zona di Watom
- isole del Duca di York
- Nuova Irlanda = Lemau

### Isole Salomone
- Qualche rara traccia a Rovianna (centro)
- isole Santa Cruz : Nenumbo, NGamanie, Nanggu

I siti delle isole di Santa-Cruz sono stati scavati principalmente durante gli anni ‘70 da Roger Curtis Green. Da allora, pochi elementi nuovi sono stati scoperti. Le datazioni più antiche risalgono al 1100 a.C.

### Vanuatu
Arcipelago centrale e punto di snodo, le Vanuatu rivelano da una dozzina d'anni il loro forte potenziale lapita. Jean-Christophe Galipaud scava dal 1996 nelle isole di Santo, Malo e Aore, mentre Stuart Bedford studia dal 2004 il sito di Téouma. Quest'ultimo ha rivelato le prime sepolture di Lapita, mentre quello del Nord (Malo/Aore) rappresenta senza dubbio il vero centro commerciale dei lapita.
I primi stanziamenti risalgono verso il 1100 a.C. ad Aore, con l'ossidiana proveniente direttamente dalla Nuova Bretagna.
- Nord = isole de Malo (Atanoasao, Malo Pass, Avunatari...), d'Aore (Makue, missione SDA...) e Santo (Shokraon, Big Bay)
- Centro = isola d'Efate (Erueti, Téouma)
- Sud = Qualche coccio decorato à Erromango

### Nuova Caledonia
I siti lapita neocaledoniani sono tra i più scavati ed hanno rivelato enormi quantitativi di materiali archeologici. La maggior parte dei siti non risalgono al di là del 1050 a.C..
- Nord = Koumac, Lapita (sito eponimo)
- Centro = Nessadiou
- Sud = Vatcha

### Isole Figi
- Viti Levu = Bourewa, Natunuku, Sigatoka...
- Moturiki = resti umani
- Isole Lau = Molti siti con cocci decorati

### Tonga e Samoa (+ Wallis e Futuna)
- Tongatapu: Mu'a